# ATP Tour 500

Das Logo der Turnier-Serie von 2009 bis 2018

Die ATP Tour 500 (bis 1989 Grand Prix Super Series, von 1990 bis 1999 ATP Championship Series, von 2000 bis 2008 ATP International Series Gold und von 2009 bis 2018 ATP World Tour 500) umfasst eine Reihe von Turnieren auf der ATP Tour. Der Name leitet sich davon ab, dass seit der Saison 2009 für den Sieg 500 Weltranglistenpunkte vergeben werden. Die Turniere der ATP Tour 500 sind in der Wertigkeit zwischen der ATP Tour 250 und der ATP Tour Masters 1000 angesiedelt.

## Weltranglistenpunkte
Bei Turnieren der ATP Tour 500 erhalten die Spieler für die Tennisweltrangliste nach folgendem Schema Punkte:
32er-Feld
| Einzel        | Einzel | Einzel |
| Runde         | Punkte |        |
| ------------- | ------ | ------ |
| Sieg          | 500    |        |
| Finale        | 330    |        |
| Halbfinale    | 200    |        |
| Viertelfinale | 100    |        |
| Achtelfinale  | 50     |        |
| Erste Runde   | 0      |        |

| Qualifikation Einzel | Qualifikation Einzel | Qualifikation Einzel |
| Runde                | Punkte               |                      |
| -------------------- | -------------------- | -------------------- |
| Qualifikant (*)      | 25                   |                      |
| Qualifikationsrunde  | 13                   |                      |
| Erste Runde          | 0                    |                      |

| Doppel        | Doppel | Doppel |
| Runde         | Punkte |        |
| ------------- | ------ | ------ |
| Sieg          | 500    |        |
| Finale        | 300    |        |
| Halbfinale    | 180    |        |
| Viertelfinale | 90     |        |
| Erste Runde   | 0      |        |

| Qualifikation Doppel | Qualifikation Doppel | Qualifikation Doppel |
| Runde                | Punkte               |                      |
| -------------------- | -------------------- | -------------------- |
| Qualifikant (*)      | 45                   |                      |
| Qualifikationsrunde  | 25                   |                      |
| Erste Runde          | 0                    |                      |

48er-Feld
| Einzel        | Einzel | Einzel |
| Runde         | Punkte |        |
| ------------- | ------ | ------ |
| Sieg          | 500    |        |
| Finale        | 330    |        |
| Halbfinale    | 200    |        |
| Viertelfinale | 100    |        |
| Achtelfinale  | 50     |        |
| Zweite Runde  | 25     |        |
| Erste Runde   | 0      |        |

| Qualifikation Einzel | Qualifikation Einzel | Qualifikation Einzel |
| Runde                | Punkte               |                      |
| -------------------- | -------------------- | -------------------- |
| Qualifikant (*)      | 16                   |                      |
| Qualifikationsrunde  | 8                    |                      |
| Erste Runde          | 0                    |                      |

| Doppel        | Doppel | Doppel |
| Runde         | Punkte |        |
| ------------- | ------ | ------ |
| Sieg          | 500    |        |
| Finale        | 300    |        |
| Halbfinale    | 180    |        |
| Viertelfinale | 90     |        |
| Erste Runde   | 0      |        |

| Qualifikation Doppel | Qualifikation Doppel | Qualifikation Doppel |
| Runde                | Punkte               |                      |
| -------------------- | -------------------- | -------------------- |
| Qualifikant (*)      | 45                   |                      |
| Qualifikationsrunde  | 25                   |                      |
| Erste Runde          | 0                    |                      |

(*) Die Punkte für eine erfolgreiche Qualifikation bekommt ein Spieler jeweils zusätzlich zu den im Hauptfeld erreichten Punkten.

## Turnierübersicht
Die Serie umfasste von 2009 bis 2014 zunächst elf Turniere, von denen acht auf Hartplatz und drei auf Sand ausgetragen wurden. 2015 kamen zwei Turniere auf Rasen hinzu, die Gesamtzahl stieg somit auf 13. 2025 kommen drei weitere Turniere hinzu, wodurch die Gesamtzahl auf 16 steigt. Fast alle Turniere haben dabei ein Einzelfeld von 32 Spielern und ein Doppelfeld von 16 Doppelpaaren. Die einzigen Ausnahmen dabei stellen die Turniere in Barcelona und Washington, D.C. dar, die jeweils ein Einzelfeld mit 48 Spielern haben. Alle Turniere haben zudem seit 2014 neben einer Einzel- auch eine aus vier Paarungen bestehende Doppelqualifikation.
Vier Turniere finden in der Halle auf Hartplatz statt, zwölf finden im Freien statt. Von den Turnieren im Freien werden sechs Turniere auf Hartplatz, vier auf Sand und zwei auf Rasen ausgetragen. Drei der sechzehn Turniere finden in Deutschland statt, jeweils eines in Österreich und der Schweiz.
2000 zählte das Turnier in Acapulco, 2020 das Turnier in St. Petersburg jeweils einmalig zur ATP Tour 500.

### Aktuelle Turniere
| Name                                            | Spielort                             | Status seit                  | Platzbelag        |
| ----------------------------------------------- | ------------------------------------ | ---------------------------- | ----------------- |
| ABN AMRO Open                                   | Rotterdam, Niederlande               | 1999                         | Hartplatz (Halle) |
| Rio Open                                        | Rio de Janeiro, Brasilien            | 2014                         | Sand              |
| Abierto Mexicano Telcel                         | Acapulco, Mexiko                     | 2001                         | Hartplatz         |
| Dubai Duty Free Tennis Championships            | Dubai, Vereinigte Arabische Emirate  | 2001                         | Hartplatz         |
| Barcelona Open Banc Sabadell                    | Barcelona, Spanien                   | 1990                         | Sand              |
| Terra Wortmann Open                             | Halle, Deutschland                   | 2015                         | Rasen             |
| HSBC Championships                              | London, Vereinigtes Königreich       | 2015                         | Rasen             |
| Hamburg Open                                    | Hamburg, Deutschland                 | 2009                         | Sand              |
| Mubadala Citi DC Open                           | Washington, D.C., Vereinigte Staaten | 1990                         | Hartplatz         |
| China Open                                      | Peking, Volksrepublik China          | 2009                         | Hartplatz         |
| Kinoshita Group Japan Open Tennis Championships | Tokio, Japan                         | 1990                         | Hartplatz         |
| Erste Bank Open                                 | Wien, Österreich                     | 2015 (zuvor schon 1996–2008) | Hartplatz (Halle) |
| Swiss Indoors Basel                             | Basel, Schweiz                       | 2009                         | Hartplatz (Halle) |
| BMW Open*                                       | München, Deutschland                 | 2025                         | Sand              |
| Dallas Open*                                    | Dallas, Vereinigte Staaten           | 2025                         | Hartplatz (Halle) |
| Qatar ExxonMobil Open*                          | Doha, Katar                          | 2025                         | Hartplatz         |

* erstmalig in ATP 500

### Ehemalige Turniere
| Name                                      | Spielort                         | von  | bis  | Platzbelag        |
| ----------------------------------------- | -------------------------------- | ---- | ---- | ----------------- |
| Skydome World Tennis                      | Toronto, Kanada                  | 1990 | 1990 | Teppich (Halle)   |
| Donnay Indoor Championships               | Brüssel, Belgien                 | 1990 | 1993 | Teppich (Halle)   |
| U.S. Pro Indoor                           | Philadelphia, Vereinigte Staaten | 1990 | 1998 | Teppich (Halle)   |
| Eurocard Open                             | Stuttgart, Deutschland           | 1990 | 1995 | Teppich (Halle)   |
| Indianapolis Tennis Championships         | Indianapolis, Vereinigte Staaten | 1990 | 2002 | Hartplatz         |
| MercedesCup                               | Stuttgart, Deutschland           | 1990 | 2008 | Sand              |
| Pilot Pen Tennis                          | New Haven, Vereinigte Staaten    | 1990 | 1998 | Hartplatz         |
| Australian Indoor Tennis Championships    | Sydney, Australien               | 1990 | 1994 | Hartplatz (Halle) |
| Seiko Super Tennis                        | Tokio, Japan                     | 1990 | 1995 | Teppich (Halle)   |
| U.S. National Indoor Tennis Championships | Memphis, Vereinigte Staaten      | 1991 | 2013 | Hartplatz (Halle) |
| Milan Indoor                              | Mailand, Italien                 | 1993 | 1997 | Teppich (Halle)   |
| European Community Championship           | Antwerpen, Belgien               | 1996 | 1998 | Teppich (Halle)   |
| Heineken Open Singapore                   | Singapur                         | 1997 | 2000 | Hartplatz (Halle) |
| AXA Cup                                   | London, Vereinigtes Königreich   | 1998 | 2000 | Teppich (Halle)   |
| bet-at-home Cup Kitzbühel                 | Kitzbühel, Österreich            | 1999 | 2008 | Sand              |
| Abierto Mexicano de Tenis Pegaso          | Mexiko-Stadt, Mexiko             | 2000 | 2000 | Sand              |
| Valencia Open 500                         | Valencia, Spanien                | 2009 | 2014 | Hartplatz (Halle) |
| St. Petersburg Open                       | Sankt Petersburg, Russland       | 2020 | 2020 | Hartplatz (Halle) |

## Rekorde
- Die meisten Turniere im Einzel gewann Roger Federer mit 24 Titeln vor Rafael Nadal (23). Dahinter folgen Novak Đoković (15), Pete Sampras (12) sowie David Ferrer (10).

- Die meisten ATP-World-Tour-500-Turniere in einer Saison im Einzel gewannen Boris Becker (1990), Stefan Edberg (1991) und Juan Martín del Potro (2013) mit jeweils vier Titeln. Dahinter folgen Ivan Lendl (1990), Pete Sampras (1996), Rafael Nadal (2005), Novak Đoković (2009), David Ferrer (2015), Roger Federer (2015 und 2019), Andy Murray (2016), Dominic Thiem (2019) und Andrei Rubljow (2020) mit jeweils drei Titeln in einer Saison.

- Den Rekord für die meisten ATP-World-Tour-500-Turniersiege in Folge in einer Saison halten Rafael Nadal und Andrei Rubljow mit je drei Titeln. In der Saison 2005 gewann Nadal hintereinander die Turniere in Acapulco, Barcelona und Stuttgart. Rubljow siegte 2020 in Hamburg, St. Petersburg und Wien.

- Andrei Rubljow hält den Rekord für die meisten Turniergewinne in direkter Folge, er gewann von 2020 bis 2021 in Hamburg, St. Petersburg, Wien und Rotterdam.

- Roger Federer stellte zwischen 2014 und 2016 die längste Siegesserie mit 28 Erfolgen auf.

- Die meisten Siege bei einem ATP-World-Tour-500-Turnier konnte Rafael Nadal mit zwölf Titeln (2005–2009, 2011–2013, 2016–2018, 2021) in Barcelona verbuchen. Ihm folgen Roger Federer mit acht Siegen (Dubai) und sieben Titeln (Basel), Novak Đoković mit sechs Siegen (Peking) sowie Andre Agassi (Washington), Đoković (Dubai) und Andy Murray (Queen’s Club) mit je fünf Titeln bei demselben Turnier.

- Die meisten Doppeltitel gewann Daniel Nestor mit 20 Turniererfolgen. Dahinter folgen Nenad Zimonjić (17), Mark Knowles (15), Bob Bryan (14), Mike Bryan (14) und Todd Woodbridge (12).

- Die meisten ATP-World-Tour-500-Turniere in einer Saison im Doppel gewannen mit jeweils drei Titeln die Paarungen Todd Woodbridge und Mark Woodforde (1992), Grant Connell und Patrick Galbraith (1994), Daniel Nestor und Nenad Zimonjić (2009), Michaël Llodra und Nenad Zimonjić (2011) sowie Jean-Julien Rojer und Horia Tecău (2014). Marcelo Melo (2015) siegte mit verschiedenen Partnern ebenfalls bei drei Turnieren in einem Jahr.